# Bilingual Today, French Tomorrow
Bilingual Today, French Tomorrow: Trudeau's Master Plan and How it Can be Stopped é um livro controverso 1977 escrito por Jock V. Andrew, um oficial aposentado da Marinha Americana, no qual ele alega que a política de bilingualismo oficial do Primeiro Ministro Pierre Trudeau era um complô para tornar o Canadá um país monolíngüe francófono ao instituir a discriminação reversa contra os canadenses anglófonos.
O livro apresenta alternativas à "conquista francesa" do Canadá, entre elas tornar o inglês novamente a única língua oficial, mantendo os direitos lingüísticos previamente conquistados por Quebec; a conversão do Canadá inteiramente para o inglês (inclusive Quebec) e a separação de Quebec do Canadá com o restante do país adotando, consequentemente, o inglês como sua única língua oficial. Andrew era a favor da secessão, argumentando que todas as outras alternativas ou eram prejudiciais à população anglófona ou politicamente instáveis. 
O livro inspirou a formação do lobby chamado Aliança para a Preservação do Inglês no Canadá.